# Оценки облучения населения в результате Чернобыльской аварии в Республике Беларусь, Российской Федерации и Украине
Мерой риска возникновения отдаленных последствий облучения (стохастических эффектов) всего тела человека и отдельных его органов и тканей с учетом их радиочувствительности является эффективная доза облучения. В результате Чернобыльской аварии короткоживущий 131I (с периодом полураспада 8 дней) и долгоживущий 137Cs (с периодом полураспада около 30 лет) внесли наибольший вклад в дозу облучения населения. Однако дозы, получаемые из-за воздействия этих радионуклидов, значительно различались: дозы на щитовидную железу от 131I из-за потребления радиоактивно загрязненного молока достигали нескольких Грей за несколько недель после аварии, в то время как дозы на весь организм от 134,137Cs доходили до нескольких сотен миллиЗиверт в течение последующих нескольких лет в основном за счет внешнего облучения. Только за первый год после Чернобыльской аварии не эвакуированное население получило около половины всей ожидаемой за жизнь дозы облучения, а за 20 лет - около 80% всей эффективной дозы от чернобыльских радионуклидов. При этом около 70% населения на радиоактивно загрязненных территориях получили эффективные дозы ниже 1 мЗв и около 20% получили эффективные дозы от 1 до 2 мЗв. Около 150 000 человек, проживающих на загрязненных территориях, получили эффективная доза более 50 мЗв за 20-летний период.
В Республике Беларусь, Российской Федерации и Украине с целью зонирования территорий радиоактивного загрязнения после Чернобыльской аварии был установлен предел среднегодовой эффективной дозы (СГЭД) облучения населения в 1 мЗв*год-1.
Согласно Каталогу средних годовых эффективных доз облучения жителей населенных пунктов Беларуси  в 2020 году СГЭД облучения населения равнялась или превышала 1 мЗв*год-1 в 34 населенных пунктах, что составляет 1.66% от общего количества (2051) населенных пунктов, расположенных в зонах радиоактивного загрязнения. Ни в одном населенном пункте средняя годовая эффективная доза облучения не превышала 2.0 мЗв*год-1. Таким образом, за послеаварийный период произошло значительное улучшение радиационной обстановки на территории, подвергшейся радиоактивному загрязнению в результате катастрофы на Чернобыльской АЭС. Количество населенных пунктов на территории радиоактивного загрязнения сократилось в 1.8 раза, а количество проживающего там населения – на 49.8%. Улучшению радиационной обстановки в значительной степени способствовала, наряду с естественным процессом распада радиоактивных изотопов, системная реализация защитных мероприятий (контрмер) в сельском хозяйстве Беларуси, в том числе в личных подсобных хозяйствах. Защитные меры позволили существенно сократить количество населенных пунктов, где были зарегистрированы факты получения в личных подсобных хозяйствах молока, загрязненного 137Cs и 90Sr выше допустимых нормативов, а также в целом снизить уровни содержания радионуклидов в молоке.
Консервативные оценки о распределении СГЭД облучения населения от чернобыльских радионуклидов в населенных пунктах в зонах радиоактивного загрязнения, полученные в 2017 году Федеральной службой по Российской Федерации по защите прав потребителей и благополучия населения,  показали, что только в населенных пунктах Брянской области могут наблюдаться превышения в 1 мЗв*год-1  . Это 137 населенных пунктов, из которых в двух   СГЭД облучения населения превышала 5 мЗв*год-1 (при этом максимальное значение составило 5.9  мЗв*год-1).
По последним официальным данным дозиметрической паспортизии населенных пунктов Украины в зонах радиоактивного загрязнения (2293 населенных пункта ) в 2011 и 2012 году превышение  СГЭД облучения населения в 1 мЗв было зафиксировано только в 25 и 26 населенных пунктах в Ровенской (в 17 НП в 2011 и в 22 НП в 2012) и Житомирской (в 8 НП в 2011 и в 4 НП в 2012) областей  . Ни в одном из населенных пунктов Украины СГЭД не превышала 5 мЗв. При этом основной вклад в формирование эффективной дозы выше 1 мЗв давало внутреннее облучение населения  за счет потребления местного молока с содержанием 137Cs выше допустимого уровня 100 Бк л-1 . Высокие уровни содержания 137Cs в молоке коров населения обусловлены аномальной биологической доступностью радиоцезия на переувлажненных торфяно-болотных почвах Ровенской области, что отмечалось еще до Чернобыльской аварии, а также отсутствием применения в Украине защитных мероприятий на протяжении последних 10 лет .
Во всех населённых пунктах Республики Беларусь и Украины, а также большинстве сел Российской Федерации, пострадавших в результате Чернобыльской аварии, эффективные дозы облучения населения от чернобыльских радионуклидов не превышают средний мировой уровень облучения от естественных источников радиации на Земле – 2.4 мЗв*год-1.